# Rusizam
Rusizmi su posuđenice i usvojenice u hrvatskom jeziku koje potječu iz ruskog jezika.
Rusizmi se u hrvatskom jeziku pojavljuju posredno - putem pisanih izvora (rječnici, prijevodi književnih djela iz ruske književnosti), te posredstvom srpskog jezika. Proces preuzimanja riječi iz ruskog jezika započeo je krajem 19. stoljeća, vrhunac doživljava u razdoblju nakon drugog svjetskog rata, kad se u našem jeziku pojavljuju tzv. sovjetizmi.
Antica Menac primjećuje zanimljivu mogućnost kad se neka riječ može smatrati rusizmom, a inače to nije: npr. glasnost - glasnoća, osobina nečega što je glasno, i politička pojava u Rusiji, trojka - broj tri, ocjena tri, tri osobe, i ruska zaprega s tri konja

## Faze preuzimanja

### Zadnja trećina 19. stoljeća
Krajem 19. stoljeća leksikografi su, ne nalazeći odgovarajuće riječi za nove pojmove u kulturi i znanosti u vlastitom jeziku, pri sastavljanju rječnika prilagođavali riječi iz slavenskih jezika, najčešće ruskog.
Pojava rusizama u tom razdoblju je povezana i s povećanim interesom za rusku književnost, kada se djela pisaca ruskog realizma počinju intenzivno prevoditi. Pojavljuje se mnogo tzv. egzotizama, riječi koje se odnose na tipične ruske pojave, npr. balalajka, samovar, stepa, a ponekad su se koristile riječi koje su imale ekvivalent u hrvatskom, ali su pridonosile stvaranju "ruske atmosfere" (npr. pečalan umjesto žalosan).
Dosta je rusizama došlo u hrvatski jezik putem srpskog jezika, npr. činovnik, nagrada, opasan, savršen, izvijestiti, podčiniti.
U ovom je razdoblju nastalo dosta usvojenica, od kojih su neke ušle u jezik kao izvorna ruska riječ: bodar, odvažan, posjetiti, pukovnik, točan, vjerojatan, a neke kao ruski kalkovi iz drugih jezika (najčešće njemačkog): podražavati, pogranični, svojstvo.

### Početak 20. stoljeća - sredina 1940-ih
U ovom se razdoblju pojavio jako mali broj rusizama.

### Razdoblje 1945-1948
Ovo je razdoblje najintenzivnijeg preuzimanja ruskih riječi. Počinje preustroj društva po uzoru na SSSR, te se pojavljuju riječi karakteristične za sovjetski način života. Npr. sovjetizmi agitka, boljševik, petoljetka, uravnilovka, ili egzotizmi čekist, komsomolac, profsojuz, subotnik, itd.
Pojavljuju se i skraćenice, npr. CK (centralni komitet), gensek (generalni sekretar), a njihova pojava pak utječe na stvaranje hrvatskih abrevijacija kao što su: AP (autonomna pokrajina), SKOJ (Savez komunističke omladine Jugoslavije), OUR (organizacija udruženog rada), SIZ (samoupravna interesna zajednica).
U ovom razdoblju su zabilježene dvije vrste promjena ruskih riječi: prijenos značenja (riječ se preuzima iz stranog jezika, a njezino značenje ostaje nepromijenjeno) i prilagodba značenja (riječ je već preuzeta, ali se njezino značenje proširuje). Npr. riječ naturščik u ruskom jeziku označava živi model, manekena, a u hrvatskom počinje označavati osobu koja nije profesionalni glumac, koja na filmu, televiziji ili u kazalištu glumi ono što je inače i u životu, baćuška - iz ruskog su preuzeta sva tri značenja: "otac", "pučki naziv za pravoslavnog popa" i "obraćanje među Rusima", a u hrvatskom su joj pridodana i značenja: "Rus" i "ruski vojnik").

### Kraj 1940-ih - početak 1990-ih
U ovom razdoblju je zabilježen mali broj ruskih riječi, npr. glasnost, gulag, lunohod, sputnjik.
Početkom 1990-ih rusizmi nestaju, ulaze u pasivni leksik, a u priručnicima i rječnicima označavaju se kao historizmi.